# 古賀人形
古賀人形（こがにんぎょう）は、長崎県北高来郡古賀村（現長崎市）の郷土玩具の人形である。

## 概要
土製で、江戸時代の文禄年間から作られた。古くはクチナシ、スオウなどの植物性染料を用いる。製作者は小川姓である。平氏の残党であるという。「馬乗猿」は中国伝来の故事にちなみ、ばくろうのお守りとされ、「あちゃさん」は唐人がペットの軍鶏を抱え、「ホーホー鳥」は疱瘡のまじないとされ、ほかに「狆」「黒猫」などがある。より歴史の古い、同じ肥前国神埼の尾崎人形の影響を受け誕生したものと思われる。
長崎県指定伝統的工芸品で、京都市の伏見人形、仙台市の堤人形と並ぶ日本3大土人形の一つである。